# Cavalieri Reali
I Cavalieri Reali (ロイヤルナイツ?, Roiyaru Naitsu) sono un gruppo di tredici Digimon del media franchise giapponese Digimon, che comprende anime, manga, giocattoli, videogiochi, carte collezionabili e altri media. Il gruppo, composto quasi esclusivamente di Digimon di livello mega, è formato da Alphamon, Craniummon, Crusadermon, Duftmon, Dynasmon, Examon, Gallantmon, Gankoomon, Jesmon, Magnamon, Omnimon, Sleipmon e UlforceVeedramon,. Essi sono i guardiani sacri di Digiworld, il mondo digitale in cui vivono tutti i Digimon, e sono considerati come delle Divinità Guardiane (守護神?, Shugoshin) della rete. Il gruppo fu fondato da Imperialdramon Paladin Mode, che tuttavia non è un membro effettivo del gruppo, e il suo compito consiste nel servire Yggdrasil. Poiché i Cavalieri Reali hanno accesso ai gradi più alti della Sicurezza della Rete, è assolutamente impossibile violare la sicurezza in loro presenza. Secondo un'antica profezia tramandata fin dagli albori di Digiworld, i Cavalieri Reali appariranno nel momento della più grande crisi di Digiworld.
La maggior parte dei Cavalieri Reali sono dei Digimon umanoidi, anche se ne esistono alcuni dai tratti più specificatamente animali. In quanto cavalieri leggendari, alcuni dei Cavalieri Reali sono i signori di altri tipi di Digimon, anche se tutti loro servono fedelmente Yggdrasil. Per di più, ognuno dei Cavalieri Reali possiede un dogma in cui crede fermamente. Alcuni Cavalieri Reali hanno inoltre delle modalità alternative o delle forme contaminate dall'Anticorpo X, le quali sono tutte comunque considerate appartenenti all'ordine dei Cavalieri Reali.

## Apparizioni
Il gruppo dei Cavalieri Reali appare per la prima volta nella serie anime Digimon Frontier. Appare poi nuovamente nella serie manga Digimon Chronicle, nel film basato su quest'ultima Digital Monster X-Evolution e nella serie manhua D-Cyber. L'ultima apparizione nota del gruppo avviene infine nella serie anime Digimon Savers, nella quale appare il più alto numero di Cavalieri Reali. Alcune delle specie membri dei Cavalieri Reali sono già apparsi in serie anime precedenti a Frontier, ma in quei casi non appartenevano all'ordine dei Cavalieri Reali.

### Digimon Frontier
I Cavalieri Reali che appaiono nella serie anime Digimon Frontier, Dynasmon e Crusadermon, sono tirapiedi dell'antico essere malvagio Lucemon. I due servono Lucemon affinché lui garantisca loro l'accesso al mondo umano, sul quale i due desiderano governare. Anche se questi due Cavalieri sono dei nemici, Baronmon spiega che una volta "i Cavalieri Reali combattevano per la giustizia".
I due Cavalieri Reali vengono presentati dopo la sconfitta di Kerpymon per mano dei Leggendari Guerrieri. I due sconfiggono facilmente i Digiprescelti e poi iniziano a impadronirsi del Digicodice di ogni area di Digiworld, così da riuscire a liberare Lucemon dall'Area Oscura. Anche se Takuya e gli altri provano a fermare i Cavalieri Reali a ogni occasione, questi riescono a prelevare il Digicodice da ogni area.
I Cavalieri Reali infine riescono a liberare Lucemon, che si unisce a loro per un breve periodo. Lucemon invia i due a finire i Leggendari Guerrieri, ma essi vengono sconfitti da KaiserGreymon e MagnaGarurumon. Invece di aiutarli, Lucemon approfitta della loro sconfitta per assorbire i loro dati e digievolvere allo stadio successivo, Lucemon Chaos Mode.

### Digimon ChronicleeDigital Monster X-Evolution
Nella serie manga Digimon Chronicle e nel film a essa ispirato Digital Monster X-Evolution, il ruolo dei Cavalieri Reali è molto simile: essi sono i protettori di Digiworld e inizialmente servono il supercomputer Yggdrasil. In X-Evolution, quando comunicano tra di loro, i Cavalieri sono rappresentati da dodici schermi; quando Gallantmon muore, il suo schermo scompare ma viene rimpiazzato da quello di Alphamon quando questi si risveglia.
Le forze di Yggdrasil sono sul punto di avviare il "Progetto Arca", elaborato per ridurre il sovraccarico di dati trapiantando un piccolo numero di Digimon in un "nuovo Digiworld" e lasciando che il resto della specie perisca con la distruzione del vecchio mondo. Tuttavia, questo piano va in pezzi quando alcuni dei Digimon abbandonati al loro destino acquisiscono l'Anticorpo X, che permette loro di sopravvivere nel nuovo Digiworld. Per riparare a quest'anomalia, Yggdrasil invia i Cavalieri Reali a eliminare gli intrusi.
In Chronicle, tre esseri umani, Kouta, Yuuji e Shinji riescono ad arrivare a Digiworld e i primi due incontrano i loro Digimon partner, rispettivamente Dorumon e Ryuudamon. Kouta e Yuuji e i loro Digimon affrontano quindi apertamente Yggdrasil e i Cavalieri Reali, opponendosi al loro progetto. Shinji, invece, si allea con Yggdrasil. Alla fine, Dorumon si rivelerà essere il leggendario Cavaliere Reale Alphamon.
In X-Evolution, Gallantmon si oppone al genocidio di massa progettato da Yggdrasil e viene ucciso per questo, ma quest'accadimento instilla il dubbio in Omnimon, tanto che il Cavaliere, fino ad allora ligio e diligente al suo dovere, alla fine deciderà di aiutare il misterioso Dorumon, che si rivelerà essere Alphamon, il leggendario leader perduto dei Cavalieri Reali. Alphamon e Omnimon si confrontano quindi con Yggdrasil e, alla fine, Omnimon sarà chiamato a salvare il mondo digitale distruggendo quello che pensava essere il suo signore.

### D-Cyber
Diecimila anni prima degli eventi che occorrono nella storia, i "Cavalieri Sacri" sconfissero Dexmon e lo sigillarono sotto forma di Digicore. Molti anni dopo, un virus infetta il mondo digitale e solo coloro che sono in possesso dell'Anticorpo X possono sopravvivere. I tre Cavalieri Reali sopravvissuti appaiono nella trama come alleati dei Digiprescelti della storia - Omega del Potere (Omnimon X), Duke del Coraggio (Gallantmon X) e Magna dei Miracoli (Magnamon X). Alla fine della storia, Dorumon si rivela essere il leader perduto dei Cavalieri Reali, Alphamon.

### Digimon Savers
Nella serie anime Digimon Savers, i Cavalieri Reali sono ancora una volta dei subordinati di Yggdrasil. Savers presenta il più grande numero di Cavalieri Reali rispetto alle altre serie: ben nove Cavalieri sugli undici noti fanno la loro apparizione.
Prima degli eventi della serie, Yggdrasil decide che, a causa dei crimini dell'umanità (la maggior parte dei quali sono di responsabilità diretta di Akihiro Kurata), questa è troppo pericolosa per essere lasciata vivere. Anche se viene convinto ad aspettare dal dottor Suguru Daimon, la collisione imminente tra il mondo umano e quello digitale lo sollecita a portare avanti il suo piano: invia quindi i Cavalieri Reali a eliminare l'umanità. Prima che essi possano cominciare, i Cavalieri incontrano e sconfiggono la DATS, ma non riescono a finirli a causa dell'intervento del Cavaliere solitario Sleipmon (che si rivelerà essere il Kudamon del Capitano Satsuma).
La distruzione del mondo umano comincia immediatamente dopo, a cominciare da una battaglia tra Gallantmon e Sleipmon, i quali finiscono entrambi intrappolati nel ghiaccio nelle profondità della baia di Tokyo. Crusadermon e Duftmon cadono in battaglia, mentre Craniummon viene sconfitto dalla DATS nonostante stesse usando il potere dello stesso Yggdrasil, dimostrando allo stesso Cavaliere Reale che il potere del suo sovrano non è assoluto.
Craniummon, quindi, si reca nel mondo umano per sostituire BanchoLeomon, il quale era impegnato a sostenere Digiworld per mantenere i due mondi separati. Alla fine, anche gli altri Cavalieri decidono di sfidare l'autorità di Yggdrasil e si uniscono a Craniummon nel suo arduo compito. Dopo la sconfitta di Yggdrasil per mano della DATS, i Cavalieri Reali ringraziano gli esseri umani per quanto fatto e tornano a Digiworld.

## Membri

### Alphamon
Alphamon (アルファモン?) è un Digimon guerriero di livello mega. Il nome "Alphamon" deriva dalla frase greca "Io sono l'Alfa e l'Omega" (ἐγὼ τὸ Α καὶ τὸ Ω Egō to Alpha kai to Omega), un appello rivolto a Gesù nel Libro della Rivelazione, e dal suffisso "-mon" (abbreviazione di "monster"), che tutti i Digimon hanno alla fine del loro nome. Il suo nome, quindi, è traducibile come "mostro dell'inizio" o "mostro della creazione".
Il suo aspetto fisico è imponente, fasciato interamente da un'armatura nera con inserti dorati. Ha degli occhi giallo ambra, mentre sul suo dorso sono presenti due lunghe estensioni che si dipartono dalle sue spalle. Indossa un mantello bianco dall'interno blu scuro; infine, sulle sue spalle è presente il simbolo della Zero Unit invertito. Alphamon custodisce al suo interno il misterioso Anticorpo X, presente in lui sotto forma della gemma rossa che ha sulla fronte. È inoltre l'unico dei Cavalieri Reali a disporre dell'Anticorpo X nella sua forma normale: non esiste infatti una forma di Alphamon priva dell'Anticorpo X.
Nonostante sia uno dei Cavalieri Reali, si dice che questo Cavaliere Sacro sia una sorta di forza deterrente che non appare in tempi normali. È infatti chiamato "l'Eremita Lontano" ("the Aloof Hermit") ed è il Cavaliere Reale a cui è assegnato il posto comunemente chiamato "Seggio periglioso". In battaglia Alphamon possiede l'abilità della forza definitiva, la leggendaria "Alpha inForce" (da "Alpha Gain Force"), che ripete istantaneamente gli accadimenti della battaglia, così che, anche se gli attacchi di Alphamon terminano in un istante, risulta impossibile cercare di comprendere quanti attacchi abbia inferto il Digimon e, in teoria, si riesce a scorgere solamente il colpo risolutivo che atterra il nemico. Alphamon può espandere un quadrato magico di Digicodice dalle sue mani, che può fungere sia da arma d'attacco sia da mezzo di difesa. Brandisce la spada "Seiken Gradalpha" (聖剣グレイダルファー?, Seiken Gureidarufā, lett. "Spada Sacra Gradalpha"), arma basata sulle "Souken Gradalpha". (双剣グレイダルファー?, Souken Gureidarufā, lett. "Spade Gemelle Gradalpha") di Grademon.
È doppiato in giapponese da Minami Takayama.

#### Digital Monster X-Evolution
Alphamon è il protagonista del film: il suo livello intermedio è infatti quello di Dorumon, un piccolo Digimon di colore viola che non sa quale sia il suo posto e il suo ruolo a Digiworld. Cercando di opporsi al volere di Yggdrasil e al suo Progetto Arca, Dorumon digievolve prima in Dorugamon e poi in DoruGreymon. Grazie a Gallantmon X, DoruGreymon riesce a guadagnare l'accesso ai domini di Yggdrasil. È fermamente deciso a parlare con il supercomputer per interrompere il genocidio che sta perpetrando, ma la strada gli viene sbarrata da Omnimon, che lo ferisce gravemente tagliandogli le ali e la coda. Prima che possa essergli inflitto il colpo finale, però, DoruGreymon digievolve in Alphamon, riacquistando la memoria. Alphamon dice a Omnimon che non potrà mai perdonare Yggdrasil per ciò che ha fatto; così, Omnimon si schiera immediatamente dalla sua parte e lo conduce a vedere Yggdrasil. Nel periodo di tempo da quando lasciano Magnamon a quando incontrano DexDorugoramon, Alphamon si potenzia passando alla sua forma Ouryuken, indicata dalle sue ali.

#### D-Cyber
Alphamon è ancora una volta la forma finale di Dorumon, che è il Digimon partner di Hikaru Ryuuji. Nella battaglia finale del manhua contro l'antico Dexmon, viene rivelato che in verità è Alphamon, leader del gruppo noto con il nome "Cavalieri Sacri", vissuto molti anni prima. In seguito, Alphamon e Owryumon DNAdigievolvono insieme per formare Alphamon (Ouryuken). L'aspetto fisico di Alphamon cambia, con ali piumate sulla schiena, mentre Owryumon diventa la sua spada, la "War Blade" ("Lama da Guerra").

### Alphamon (Ouryuken)
Alphamon (Ouryuken) (アルファモン王竜剣?) è un Digimon guerriero di livello mega ed è la versione potenziata di Alphamon. Si tratta di una forma particolare in cui Owryumon accede a una digievoluzione miracolosa e diventa la spada Ouryuken (王竜剣? lett. "Spada del Re Drago") tramite l'operato del cerchio magico di Digicodice liberato da Alphamon.
L'aspetto fisico del Digimon non cambia molto. Infatti, in questa forma Alphamon acquisisce un paio di ali dorate, che si sviluppano dalle estensioni presenti sul suo dorso, e la sua spada leggendaria, la "Kyuukyokusenjin Ouryuken" ("Lama da Guerra Definitiva della Spada del Re Drago").
Owryumon è la forma di livello mega del "Prototipo Digimon" sperimentale che è stato perseguito tramite la forza ottenuta in combattimento e, diventando una spada, tutta quella forza combattiva è devota esclusivamente ai suoi attacchi. Brandire l'Ouryuken significa disporre di tutto il potere contenuto in un Digimon di livello mega, per così dire, e infatti questa non è una spada maneggiabile da un comune Digimon; inoltre, non esistono Digimon comuni in grado di assorbire un suo colpo.

#### Digital Monster X-Evolution
Quando Alphamon si potenzia e raggiunge questa forma, lui e Omnimon affrontano DexDorugoramon, che Alphamon riesce a distruggere con il suo attacco Digitalize of Soul. I due penetrano all'interno del santuario di Yggdrasil per distruggere il supercomputer ma in quel momento appare Dexmon, riformatosi da DexDorugoramon, e inizia una violenta battaglia. Alphamon attacca Dexmon, tuttavia si accorge che il suo corpo soffre anch'esso di tutti i danni inflitti al corpo di Dexmon. Ciò permette al leader dei Cavalieri Reali di comprendere che Dexmon è la sua "altra metà", creata dai dati che Yggdrasil aveva fatto precedentemente rimuovere da Dorugamon. Conscio di ciò, Alphamon scaglia la sua spada come un boomerang e afferra Dexmon prima che la spada ritorni da lui, facendo in modo che essa trafigga entrambi. Alphamon spiega quindi a Omnimon come stiano le cose e gli dona il suo Anticorpo X, per poi riunirsi a Dexmon e regredire in Dorumon.

#### D-Cyber
Alphamon (Ouryuken) appare quando il potere di Magna, uno dei Cavalieri Sacri, permette a Owryumon di diventare la spada di Alphamon.

### Craniummon
Craniummon (クレニアムモン?) è un Digimon guerriero di livello mega. Il suo nome deriva dalla parola latina "cranium", che significa "cranio". Il nome "Craniummon" significa quindi "mostro simile a un cranio", probabilmente in riferimento alla forma e all'estetica dell'elmo del Cavaliere Reale.
Craniummon è un cavaliere ricoperto interamente da un'armatura viola con inserti e spallacci neri. Ha occhi rossi e sull'elmo della sua armatura sono presenti due pennacchi poco più chiari rispetto al resto dell'armatura. La cintura ha una fibbia che rappresenta un cranio e a essa è attaccata della stoffa nera, con bordo inferiore rosso e inserti blu, che probabilmente rappresenta il vessillo di Craniummon. Il Digicodice dell'armatura di Craniummon è stato modificato da Yggdrasil in modo da renderla composta di Digiclonoide nero. Accedendo ai dati dell'armatura, Craniummon è in grado di generare da questa la sua lancia a due punte Claiomh Solais e il suo scudo Avalon.
Membro dei Cavalieri Reali, Craniummon conosce bene il significato della parola "decoro". È un perfezionista e compete continuamente con gli altri Cavalieri Reali per raggiungere le prime due posizioni nelle statistiche di completamento delle missioni ordinate da Yggdrasil. Quando combatte contro un avversario, il suo codice d'onore gli impone di sconfiggere l'avversario solo nell'uno contro uno e se l'avversario si rivela un nemico formidabile la gioia di Craniummon è suprema.
È doppiato in giapponese da Hiroshi Kamiya.

#### Digimon Savers
Craniummon è il Cavaliere Reale più vicino a Yggdrasil ed esegue i suoi ordini senza discuterli. Viene rivelato che, molto prima degli eventi della serie, Craniummon era stato sconfitto da Suguru Daimon e BanchoLeomon prima del loro incontro con Yggdrasil.
Poco prima della sconfitta di Belphemon, Craniummon ascolta le argomentazioni di Yggdrasil sulla distruzione dell'umanità e si dice d'accordo con la decisione del suo maestro. È il primo Cavaliere Reale ad affrontare i membri della DATS in battaglia, sopraffacendoli tutti fino all'attivazione della Digievoluzione Burst da parte di Masaru Daimon, facendo così digievolvere ShineGreymon in ShineGreymon Burst Mode. Le sorti della battaglia sembrano essere sul punto di cambiare, ma questo processo viene interrotto dall'arrivo di Gallantmon e degli altri Cavalieri Reali, che sconfiggono la DATS con un solo attacco. A quel punto, Yggdrasil raggiunge i suoi Cavalieri e ordina loro di distruggere la DATS, ma ciò viene ostacolato da Sleipmon, che fugge nel mondo umano con i membri della DATS.
Craniummon affronta nuovamente i membri della DATS, questa volta con il suo impenetrabile scudo Avalon affidatogli da Yggdrasil. Tuttavia, il potere di tutti i Digimon in Burst Mode della DATS riesce a distruggere lo scudo, convincendo Craniummon che il potere di Yggdrasil non è assoluto. Craniummon rinuncia quindi alla battaglia e permette alla DATS di affrontare Yggdrasil. Successivamente, raggiunge il Fuji e prende il posto di BanchoLeomon nell'arduo compito di tenere separati i mondi umano e digitale.
Craniummon si impegna duramente in questo compito fino all'arrivo di Yggdrasil al Fuji, quando viene raggiunto dagli altri Cavalieri e tutti loro apprendono del vero piano di Yggdrasil. Gli altri Cavalieri si uniscono quindi a Craniummon nel tenere separati i due mondi, poiché il Cavaliere si è indebolito per gli attacchi subiti da Yggdrasil stesso, mentre la DATS incalza Yggdrasil. Dopo la sconfitta di Yggdrasil, i Cavalieri Reali tornano a Digiworld.

### Crusadermon
Crusadermon (ロードナイトモン?, LordKnightmon), il "Guerriero Indifferente", è un Digimon guerriero di livello mega. Il suo nome giapponese deriva da "Lord" e "Knightmon", anche se esso costituisce anche un gioco di parole con il termine "rhodonite". Il suo nome inglese e italiano, invece, deriva dalla parola inglese "crusader", che significa "crociato". Il nome "Crusadermon" significa quindi "mostro simile a un guerriero crociato".
L'aspetto fisico di Crusadermon è costituito da un'armatura rosa/fucsia con inserti dorati su ventre, polsi, gomiti e ginocchia che fascia interamente il suo esile e agile corpo. Sul suo elmo, molto simile a quello indossato una volta dai cavalieri crociati, sono presenti due piccole ali dorate, mentre sulle sue spalle sono presenti delle estensioni dorate che all'occorrenza possono assumere forma solida e trasformarsi in lame estremamente taglienti. Sul suo braccio destro è presente lo scudo "Pile Bunker" ("Rifugio del Mucchio"), anch'esso dorato e con una croce rosa su di esso, al cui centro c'è una gemma blu, che può agire sia da arma d'attacco sia di difesa.
Membro dei Cavalieri Reali, Crusadermon è un monarca che regna su tutti i Knightmon. Ancor più che alla moralità, Crusadermon è fedele al suo concetto personale di "Giustizia", convinto che i fini giustifichino i mezzi. Se ciò che fa porterà la pace o la farà perdurare, Crusadermon considera le sue azioni degne di essere eseguite, anche se queste portassero a governare con l'uso della forza. Pur nella sua integrità, il Cavaliere Reale è esclusivamente spietato nell'esecuzione dei suoi doveri e non mostra alcuna compassione per i più deboli.
È doppiato in giapponese da Ryōtarō Okiayu in Frontier e X-Evolution e da Susumu Chiba in Savers e in italiano da Massimiliano Plinio.

#### Digimon Frontier
Crusadermon, insieme a Dynasmon è uno dei nemici principali in Frontier. In seguito alla sconfitta di Kerpymon, Crusadermon e Dynasmon iniziano ad accumulare i Digicodici di Digiworld per Lucemon in cambio del codice d'accesso al mondo umano.
Nel loro primo scontro con i Leggendari Guerrieri, Crusadermon sconfigge facilmente MagnaGarurumon. I due si affronteranno numerose volte durante il tentativo dei Digiprescelti di impedire ai Cavalieri Reali di rubare i dati di Digiworld. In alcune occasioni, Crusadermon si serve anche di alcuni Knightmon.
Quando Lucemon riesce infine a rinascere e i Leggendari Guerrieri sono costretti a ritirarsi sulla Luna di Ophanimon (una delle tre lune di Digiworld), Crusadermon implora Lucemon di consegnare loro il codice segreto per raggiungere il mondo umano, ma Lucemon rifiuta, dicendo che consegnerà il codice solo quando i Leggendari Guerrieri saranno sconfitti una volta per sempre. Dalle parole di Lucemon Crusadermon intuisce qualcosa, iniziando a dubitare della sua promessa. Lucemon invia infine i due sulla Luna di Ophanimon per sconfiggere i Digiprescelti, ma i due Cavalieri Reali perdono il confronto e i loro Digicodici vengono esposti. Alla fine della battaglia, Lucemon tradisce i Cavalieri Reali e assorbe i loro dati per poter digievolvere in Lucemon Chaos Mode. Il brutto presentimento che provava Crusadermon sulle reali intenzioni di Lucemon si è infine rilevato esatto. È probabile che dopo la sconfitta di Lucemon, e il ripristino di Digiword, Crusadermon rinascerà.

##### D-Spirit Version 1
Crusadermon è uno dei boss dell'area finale.

#### Digital Monster X-Evolution
Crusadermon effettua un cammeo in X-Evolution in quanto è uno dei Cavalieri Reali che servono Yggdrasil - la sua voce può essere udita in una scena con Magnamon, Omnimon e Gallantmon.

#### Digimon Savers
Crusadermon viene introdotto quando la DATS incontra per la prima volta i Cavalieri Reali e Yggdrasil. Yggdrasil ordina ai Cavalieri Reali di distruggere la DATS, ma questi vengono interrotti dall'apparizione improvvisa di Sleipmon, che porta via i membri della DATS.
Crusadermon partecipa inoltre a un attacco diretto al mondo umano, comandando un'armata di Knightmon. Quando Touma H. Norstein e Gaomon respingono l'attacco a un aeroporto, Crusadermon appare personalmente e sconfigge sia loro sia il Direttore Yushima e il suo partner, Shawujinmon. E solo quando Touma riesce ad attivare la Digievoluzione di Gaomon in MirageGaogamon Burst Mode che Crusadermon viene sconfitto. Il Cavaliere Reale regredisce quindi a Digiuovo, il quale viene rispedito a Digiworld.

#### Digimon World 4
Un Digimon traditore che un tempo era uno dei Cavalieri Reali. Crusadermon è il secondo boss da affrontare nella Machine Pit.

### Duftmon
Duftmon (ドゥフトモン?) è un Digimon guerriero di livello mega. Il nome "Duftmon" deriva dalla parola tedesca "duft", che significa "aroma, profumo o fragranza". Nel caso di Duftmon, la parola "duft" può essere interpretata come "abilità istintiva di ricerca e percezione". Il nome "Duftmon", quindi, ha un significato interpretabile come "mostro dall'avanzata abilità di percezione".
Come detto, l'aspetto fisico di Duftmon ricorda molto quello dei leopardi. La sua armatura è infatti di colore marrone scuro con protezioni grigie su gomiti e ginocchia e inserti bianchi su petto e cosce. Il suo volto, scoperto dall'armatura, è invece di colore blu, mentre i suoi occhi sono di colore giallo. Ha inoltre una lunga e folta chioma bionda e due ali bianche sul dorso. Infine, dispone di una coda, anch'essa marrone, con una terminazione sferica di colore giallo. In vita indossa una lunga cintura rossa. L'arma di Duftmon è un lungo bastone con l'abilità di potersi trasformare in due potenti spade: la "Houkai no Tsurugi" (破壊の剣? lett. "Spada della Distruzione") e la "Shoumetsu no Tsurugi" (消滅の剣? lett. "Spada dell'Estinzione").
Duftmon è riconosciuto anche dagli altri Cavalieri Reali come il loro principale stratega. Dispone dell'impareggiabile abilità di guidare i Cavalieri Reali, i quali posseggono ognuno un dogma in cui credono. Il suo motto è "La giustizia corrisponde al potere". Quando affronta un combattimento uno contro uno, Duftmon effettua un Cambio di Assetto in Duftmon Leopard Mode, che corre ad altissime velocità per il campo di battaglia.
È doppiato in giapponese da Takehiro Murozono.

#### Digimon Savers
Durante la campagna di Yggdrasil per distruggere il mondo umano, Duftmon si presenta spontaneamente da Yggdrasil e gli viene permesso di unirsi alla battaglia. Duftmon quindi appare in Giappone, attaccando Yoshino Fujieda, Ikuto Noguchi e i loro Digimon partner, Rosemon e Ravemon.
Durante la battaglia, Duftmon concede ai suoi avversari uno sguardo al senso di giustizia dei Cavalieri Reali, sentenziando che salvare Digiworld è un compito che vale la pena del sacrificio persino dei suoi stessi abitanti. Determinati nel proteggere la famiglia di Masaru Daimon, Yoshino e Ikuto potenziano i loro partner con il potere del Burst Mode, facendoli digievolvere rispettivamente in Rosemon Burst Mode e Ravemon Burst Mode. I due Digimon, unendo le loro forze, riescono a sconfiggere Duftmon. Il Cavaliere Strategico viene quindi riportato al livello di Digiuovo e rispedito a Digiworld.

### Duftmon X
Duftmon X (ドゥフトモンＸ抗体?) è un Digimon guerriero di livello mega. Questo Digimon è un Duftmon che è stato contagiato dall'Anticorpo X, trasformando il suo aspetto fisico e le sue caratteristiche. Anche il suo nome, infatti, deriva da Duftmon e dalla "X", segnale dell'evidente presenza dell'Anticorpo X.
Il suo aspetto fisico non differisce molto dalla sua versione priva di Anticorpo X. La sua armatura, leggermente più imponente di prima, è di colore grigio con l'eccezione delle braccia, che sono di colore nero. Duftmon X indossa ora un mantello bianco dall'interno rosso.

### Duftmon Leopard Mode
Duftmon Leopard Mode (ドゥフトモン：レオパルドモード?) è un Digimon guerriero di livello mega. Duftmon Leopard Mode è un Cambio di Assetto di Duftmon, infatti il suo nome deriva da Duftmon e da "Leopard Mode", che si riferisce al nuovo aspetto fisico del Digimon, che ora assomiglia a un leopardo.
L'aspetto di Duftmon Leopard Mode, infatti, ora è passato da quello umanoide di Duftmon a quello di un quadrupede alato di colore marrone. Il volto blu di Duftmon è stato sostituito da uno animale anch'esso di colore marrone, mentre degli spuntoni blu spuntano dal collo e dagli avambracci del Digimon. Questa forma viene spesso utilizzata da Duftmon quando si ritrova in combattimento uno contro uno, trasformandosi nella sua modalità Leopard Mode e iniziando a correre ad altissime velocità per il campo di battaglia.

### Dynasmon
Dynasmon (デュナスモン?), il "Guerriero Passionale", è un Digimon guerriero di livello mega. Il nome "Dynasmon" deriva dalla parola greca "dynastēs", che significa "signore, sovrano". "Dynasmon" significa quindi "mostro sovrano".
Nel suo aspetto fisico, oltre ai tratti da cavaliere incarnati in ognuno dei membri dei Cavalieri Reali, Dynasmon presenta anche alcune caratteristiche tipiche dei draghi. Presenta infatti un'armatura bianca con inserti blu e dorati dai chiari tratti draconici. Anche il suo volto, dagli occhi rossi e lasciato in parte scoperto dall'armatura come le braccia e le cosce, assomiglia molto a quello di un drago. Dynasmon ha inoltre due ali di drago dal colore blu notte, mentre sui palmi delle mani ha due gemme rosse, fonte dei suoi potenti attacchi.
Membro dei Cavalieri Reali, Dynasmon possiede il potere della viverna, un dragone alato a due zampe. È un essere unico tra le file dei Cavalieri Reali, all'interno dei quali Dynasmon serve il signore che personifica il suo stesso senso di giustizia con profonda e incondizionata lealtà. Ad esempio, per il bene della sua stessa giustizia, non avrà motivi di risentimento verso il suo signore nemmeno se a causa delle loro azioni essi vengano definiti "malvagi". Per questa ragione, possiede un forte spirito di cavalleria e del Bushidō, contraddistinto da un carattere che onora la devozione, la fedeltà e la cortesia. Con il suo tenace potere, simile a quello dei draghi, e la sua armatura draconica fatta di purissimo Digiclonoide, Dynasmon può vantare una forza impareggiabile.
È doppiato in giapponese da Kenta Miyake in Frontier e da Kazunari Kojima in Savers e in italiano da Gaetano Varcasia.

#### Digimon Frontier
Dynasmon, insieme a Crusadermon, è uno dei nemici principali di Frontier. In seguito alla sconfitta di Kerpymon, Dynasmon e Crusadermon iniziano ad accumulare Digicodici allo scopo di riportare in vita Lucemon, loro signore, in cambio della promessa di consegnare loro il codice segreto per accedere al mondo reale. Durante il primo scontro dei due contro i Leggendari Guerrieri, Dynasmon sconfigge piuttosto nettamente KaiserGreymon, che nelle battaglie seguenti si sarebbe distinto come il suo principale avversario.
Quando Lucemon viene finalmente riportato in vita, i due Cavalieri Reali chiedono il codice per accedere al mondo umano, ma Lucemon gli ordina come ultima cosa di sconfiggere definitivamente i Digiprescelti e solo allora glielo consegnerà. Crusadermon a differenza di Dynasmon inizia a dubitare della parola di Lucemon al che egli replica che deve concentrarsi esclusivamente sulla missione, per raggiungere il loro obiettivo. I Cavalieri Reali combattono così ancora una volta contro i Digiprescelti, venendo però sconfitti per la prima volta. Il loro signore quindi li tradisce, assorbendo i loro Digicodici e usando i loro dati per digievolvere in Lucemon Chaos Mode. Non è spiegato il destino di Dynasmon e Crusadermon. Anche se si intuisce con il ripristino di Digiword dopo la sconfitta di Lucemon che essi rinasceranno.

#### Digimon Savers
Dynasmon viene presentato nella serie quando la DATS incontra per la prima volta Yggdrasil e i Cavalieri Reali. Yggdrasil ordina ai Cavalieri Reali di distruggere la DATS, ma questi vengono interrotti dall'improvvisa apparizione di Sleipmon, che porta via i membri della DATS salvandoli da morte certa.
Successivamente, Dynasmon viene visto attaccare New York insieme all'armata di Knightmon dei Cavalieri Reali. Sostiene quindi una breve conversazione con Magnamon riguardo alla battaglia di Craniummon contro la DATS, ma rimane fiducioso della vittoria finale dopo le rassicurazioni di Magnamon.
Quando Yggdrasil si reca al Monte Fuji per distruggere il mondo umano, i Cavalieri Reali lo seguono e si uniscono alla DATS nel mettere in dubbio la sovranità del loro signore, finendo per svelare l'imperfezione di Yggdrasil. Gli altri Cavalieri Reali si uniscono quindi a Craniummon nel tenere il mondo digitale separato da quello reale, poiché il loro compagno è piuttosto indebolito a causa dei colpi ricevuti da Yggdrasil, mentre la DATS incalza Yggdrasil. Dopo la sconfitta di Yggdrasil, i Cavalieri Reali tornano a Digiworld.

### Dynasmon X
Dynasmon X (デュナスモンＸ抗体?) è un Digimon guerriero di livello mega. Questo Digimon è un Dynasmon che è stato contagiato dall'Anticorpo X, trasformando il suo aspetto fisico e le sue caratteristiche. Anche il suo nome, infatti, deriva da Dynasmon e dalla "X", segnale dell'evidente presenza dell'Anticorpo X.
Il suo aspetto fisico non differisce molto dalla sua versione priva di Anticorpo X. I tratti della sua armatura sono infatti più duri e marcati, rendendo il Digimon più longilineo, mentre le sue corna sono più pronunciate. In questa versione anche le caratteristiche draconiche di Dynasmon vengono accentuate molto. Inoltre, in questa versione dispone di quattro ali invece che di due. La prima apparizione di Dynasmon X avviene nel Digimon Pendulum X versione 3.
Dynasmon X detiene in sé un temperamento votato a una lealtà estrema ma, da quando il potere mistico del dragone volante viene sprigionato dall'Anticorpo X, il Digimon assomiglia più a un drago minaccioso che a un eminente cavaliere.

### Examon
Examon (エグザモン?) è un Digimon guerriero di livello mega. Il nome "Examon" deriva dall'exabyte, la quantità di dati che forma questo potentissimo Digimon. Il suo nome può quindi essere tradotto con "mostro dalla grandezza di un exabyte".
Examon è un gigantesco drago rosso dal petto e dal ventre bianco e dalla lunghissima e sottilissima coda. Le sue enormi ali senzienti, di diverse volte più grandi rispetto al suo corpo, sono note come Caledfwylch e sono composte di Digiclonoide. Examon può usare le ali per volare o anche come un resistentissimo scudo. Anche il bordo superiore delle ali è di colore bianco, mentre le estremità inferiori delle ali e quella della coda terminano con una punta dorata. Il Cavaliere Reale è inoltre armato della lunghissima lancia Ambrosius, caricata con speciali proiettili contenenti dei virus che possiedono diversi effetti, così che Examon dispone di svariati attacchi.
Membro dei Cavalieri Reali, la straordinaria quantità di dati posseduta dal Digimon rendeva impossibile che gli strumenti digitali lo riproducessero, così che il Digimon non è stato scoperto finché alla fine è stato possibile riprodurlo con l'uso di strumenti digitali di ultima generazione. Anche se appartiene al gruppo dei Cavalieri Reali, Examon è allo stesso tempo un essere che si staglia a un livello superiore rispetto a tutti gli altri Digidraghi, possedendo inoltre il titolo di "Imperatore dei Draghi".

#### Digimon Battle Terminal 02
Examon è la DNAdigievoluzione di Slayerdramon e Breakdramon.

#### Digimon Story: Lost Evolution
Examon digievolve da MasterTyrannomon.

### Digimon All-Star Rumble
Examon è il boss di Gatomon e Biyomon, e la loro digievoluzione alternativa.

### Gallantmon
Gallantmon (デュークモン?, Dukemon) è un Digimon guerriero di livello mega. Il suo nome proviene dalla parola inglese "gallant", che significa "eroico, valoroso". "Gallantmon" vuole quindi dire "mostro valoroso". Il suo nome originale giapponese, invece, "Dukemon", deriva dalla parola inglese "duke", che indica il titolo nobiliare di duca ma che in questo caso sta a indicare semplicemente l'alto rango del Digimon. "Dukemon" vuole quindi significare "mostro di alto rango".
È un cavaliere dall'armatura sacra (costituita per il 99,9% di Digiclonoide) completamente bianca, eccetto per gli spallacci, le cubitiere e i ginocchielli che sono di colore rosso con un bordo giallo. Dispone di un mantello rosso dello stesso colore della cintura e dell'attacco dei calzari, la cui punta è invece di colore giallo. Infine, la visiera del suo elmo è una riproduzione del volto di Guilmon, corredato anche dalle sue orecchie simili ad ali. Sul suo petto è presente il simbolo del Digital Hazard e anche sui ginocchielli. Gallantmon è armato con la lancia sacra Gram e con lo scudo sacro Aegis, sul quale è presente la Zero Unit ed il cui Digicodice impresso su di esso significa Digital Monster (デジタルモンスター?, Dejitaru Monsutā).
Membro dei Cavalieri Reali, Gallantmon è un essere che cela delle contraddizioni, poiché è un Digimon di tipo Virus che allo stesso tempo è una divinità guardiana della Rete. Se il suo equilibrio collassa, anche a causa di una bizzarra casualità, è possibile che il Digimon diventi un'esistenza pericolosa. Gallantmon onora la cavalleria ed è un vassallo estremamente leale nei confronti del suo signore.
È doppiato in giapponese da Masako Nozawa.

#### Digital Monster X-Evolution
In Digital Monster X-Evolution, Gallantmon è un membro dei Cavalieri Reali che mette in dubbio le intenzioni del supercomputer Yggdrasil. A causa di questo, Gallantmon agisce individualmente e prova a convincere il suo caro amico Omnimon che essi sono semplicemente stati usati e che il Progetto Arca del loro maestro Yggdrasil è più di ciò che sembra. Tuttavia, Omnimon si rifiuta di ascoltare e uccide Gallantmon in duello; tuttavia, viene rivelato che Gallantmon voleva essere cancellato per poter meglio investigare sulle intenzioni di Yggdrasil. Gallantmon rinasce successivamente come Gallantmon X, con al suo interno l'Anticorpo X.

#### Digimon Savers
Gallantmon viene presentato nella serie quando la DATS incontra per la prima volta Yggdrasil e i Cavalieri Reali. Yggdrasil ordina ai Cavalieri Reali di distruggere la DATS, ma questi vengono interrotti dall'improvvisa apparizione di Sleipmon, che porta via i membri della DATS salvandoli da morte certa.
Gallantmon rincorre e sconfigge facilmente la squadra della DATS e sta per finirli, ma Sleipmon interviene nuovamente. Una breve battaglia infuria tra i due e termina quando Sleipmon usa il suo attacco Icy Breath, che congela entrambi in un gigantesco blocco di ghiaccio. Gallantmon prova a prevenire che questo accada ma non vi riesce e i due precipitano nelle profondità della Baia di Tokyo, vivi ma impossibilitati a muoversi.
Negli ultimi episodi, Gallantmon e Kudamon si uniscono agli altri Cavalieri Reali nei pressi del Monte Fuji, dove Gallantmon spiega che lui ha capito perché Sleipmon li ha abbandonati e che quest'ultimo aveva usato la sua Digisoul per liberare entrambi. I Cavalieri mettono in dubbio la sovranità del loro signore, finendo per svelare l'imperfezione di Yggdrasil. Gallantmon prova ad attaccare Yggdrasil, ma viene respinto. I Cavalieri Reali si uniscono quindi a Craniummon nel tenere il mondo digitale separato da quello reale, poiché il loro compagno è piuttosto indebolito a causa dei colpi ricevuti da Yggdrasil, mentre la DATS incalza Yggdrasil. Dopo la sconfitta di Yggdrasil, i Cavalieri Reali tornano a Digiworld.

### Gallantmon X
Gallantmon X (デュークモンＸ抗体?, Dukemon X) è un Digimon guerriero di livello mega. Questo Digimon è un Gallantmon che è stato contagiato dall'Anticorpo X, trasformando il suo aspetto fisico e le sue caratteristiche. Anche il suo nome, infatti, deriva da Gallantmon e dalla "X", segnale dell'evidente presenza dell'Anticorpo X.
Il suo aspetto fisico non differisce molto dalla sua versione priva di Anticorpo X. I tratti della sua armatura sono infatti più duri e marcati, alterando solo in parte i lineamenti del Digimon. Poiché la sua forma è stata rimodellata per evidenziare i suoi poteri sacri, la lancia di luce emessa dalla lancia sacra Gram è stata amplificata. È invece il suo scudo Aegis a subire i mutamenti più profondi, fondendo insieme diversi tipi di Digiclonoide e cambiando forma. Inoltre, si dice che il mantello rosso che Gallantmon possedeva prima di acquisire l'Anticorpo X sia stato dato all'eroe Leomon X.
Mettendo dinanzi a tutto la sua devozione in quanto cavaliere, Gallantmon X si è lanciato nella battaglia sacra e, grazie alla presenza dell'Anticorpo X, è stato benedetto con la suprema armatura sacra, la lancia sacra e lo scudo sacro. Il Digiclonoide Rosso, il Digiclonoide Blu e il Digiclonoide Dorato sono metalli rari e il suo sacro equipaggiamento ibrido combina il Digiclonoide che così raggiunge la più alta percentuale di purezza nota.

#### Digital Monster X-Evolution
Gallantmon X appare per aiutare DoruGreymon, WarGreymon X, MetalGarurumon X e gli altri a combattere la grandissima quantità di DexDoruGreymon che li ha attaccati, ordinando agli altri di mettere in salvo i sopravvissuti sfruttando la strada segreta, mentre DoruGreymon resterà con lui e lo aiuterà a eliminare i nemici rimanenti. DoruGreymon gli chiede come mai lui esista e afferma che se lui fosse morto nessuna catastrofe sarebbe mai avvenuta. Gallantmon X gli chiede se davvero vuole conoscere la ragione della sua esistenza e apre la strada verso i domini di Yggdrasil. Dopo che Omnimon X distrugge Yggdrasil, cosa che causa un riavvio di Digiworld, Gallantmon X è intento a osservare il paesaggio insieme a Omnimon X. Quindi, Gallantmon X dice a Omnimon X che lui stava cominciando a capire la ragione principale dell'avvio del Progetto Arca. Gallantmon X gli dice che Yggdrasil generalmente interveniva sul mondo digitale, ma che il mondo è un luogo complesso e che, a causa di questo, il supercomputer pensò di "aggiustarlo". Omnimon X gli chiede se davvero il Progetto Arca fosse questo e Gallantmon X dice a Omnimon X che è probabilmente la ragione principale che si nascondeva dietro di esso. Gallantmon X dice che Yggdrasil aveva inoltre ideato l'essere sperimentale Dorumon per lo stesso motivo e che tutti loro erano solamente pedine del piano di Yggdrasil. Yggdrasil voleva solamente vivere: tuttavia, tutti i Digimon dal momento della sua scomparsa potranno vivere felici.

#### D-Cyber
Duke, membro dei Cavalieri Reali, digievolve in questa forma da MedievalGallantmon per inviare il gruppo dei Digiprescelti in aiuto di Omega.

### MedievalGallantmon
MedievalGallantmon (メディーバルデュークモン?, MedievalDukemon) è un Digimon guerriero di livello mega ed è un Digimon portatore dell'Anticorpo X. Il nome "MedievalGallantmon" deriva dalla parola "medieval", parola inglese che significa "medievale", e da "Gallantmon". Il significato di questo nome è quindi "mostro valoroso medievale".
L'aspetto fisico di MedievalGallantmon è abbastanza diverso da quello della sua forma originale: nel complesso il suo aspetto è molto più solenne. La stazza e la corporatura del Digimon rimangono prevalentemente le stesse, ma il volto di Gallantmon ora è più grosso e minaccioso, mentre la visiera del suo elmo e la corazza che ricopre il petto del Digimon sono di colore verde. La parte di armatura che ricopre il ventre, invece, ha una trama intarstiata d'oro, mentre il mantello rosso del Digimon presenta anch'esso una trama verde e un bordo dorato. MedievalGallantmon è armato con la più potente e leggendaria lancia magica "Dynas", in cui è sigillato il potere della viverna.
A "Witchelny", il Digiworld di un'altra dimensione, MedievalGallantmon è chiamato "l'Eroe Leggendario". Nell'antica Witchelny, quando Sorcery (programmazione di alta classe) era ancora immaturo e non c'era modo che esso si difendesse dalle invasioni esterne, Witchelny era sulla strada della rovina, ma MedievalGallantmon apparve improvvisamente e respinse tutti gli invasori. Si dice che l'esistenza di MedievalGallantmon trascende il tempo e il Digimon ancora esiste, anche se ciò non è certo. MedievalGallantmon combatte usando l'armatura fatta da Sorcery e ha il soprannome di "Generale del Turbine" a causa del suo potere di governare i Digimon noti come "Guerrieri del Vortice", che, tra tutti i sistemi magici di Fuoco, Terra, Acqua e Vento, combattono usando armi create da Wind Sorcery. Nonostante il suo aspetto fisico non sia niente rispetto a quelli che appaiono a Digiworld, nel mondo digitale è un Digimon chiamato "il Guerriero della Fantasia", poiché degli ornamenti vistosi sono applicati all'armatura sul suo corpo e uno stemma contraddistingue la sua forma solenne.

#### D-Cyber
MedievalGallantmon è la prima forma di Duke, uno dei Cavalieri Sacri che è in grado di ripristinare gli Spiriti di Drago. MameTyramon è il suo servo. Quando gli viene richiesto, Duke si rifiuta di consegnare lo Spirito di Drago per salvare Grademon e, anzi, lo sfida in battaglia. Anche se apparentemente sconfitto, Duke va vicino a uccidere Grademon e quindi impianta lo Spirito di Drago, rivelando che per ripristinare lo Spirito di Drago il Digimon deve essere vicino alla morte. Quando avverte il pericolo, Duke digievolve in Gallantmon X e provvede ad inviare il gruppo sulla strada giusta.

### Gankoomon
Gankoomon (ガンクゥモン?) è un Digimon guerriero di livello mega. Il suo nome deriva da quello dell'imperatore cinese Guangwu, fondatore della dinastia Han orientale. "Gankoomon" significa dunque "mostro di Guangwu".
Sebbene si vociferi che egli abbia stabilito la propria dimora negli angoli sud-occidentali del Mondo Digitale, Gankoomon rimane raramente nello stesso posto. Il Cavaliere Reale, pertanto, viaggia continuamente per tutto Digiworld ponendo fine, talvolta, a fenomeni inusuali e a segni di caos. A differenza degli altri Cavalieri Reali, i quali raramente mostrano il proprio volto, Gankoomon è sempre pronto ad agire di persona; proprio per questo, egli è ammirato da molti Digimon e ne ha altrettanti attorno a sé da poter considerare come autentici amici. Durante il suo cammino, Gankoomon è accompagnato da quello che egli ritiene essere il suo successore del titolo di Cavaliere Reale: Hackmon. Molto severo con questo digimon, Gankoomon gli impone continue prove da superare e lo fa allenare dalle sorelle Sistermon. Tuttavia, la sua severità nasconde una sorta di dolcezza nel voler vedere Hackmon al passo con gli altri Cavalieri Reali, nonché maggiormente indipendente.
Hinukamui (火神?, Fire God, lett. "Dio del Fuoco"), che emerge dal suo corpo, è sempre a disposizione di Gankoomon e, sebbene dalle sue labbra non escano parole, si fa coinvolgere senza sprecare fiato nel litigare. Hinukamui stesso ha in corso una Digievoluzione dal livello campione e si dice che quando il suo potere si risveglierà non potrà esistere alcun tipo di Digimon in grado di rivaleggiare con lui.

### Jesmon
Jesmon (ジエスモン?, Jiesumon) è il livello mega. di Hackmon Jesmon Jesmon indossa un lungo mantello rosso, ereditato da Hackmon, e un'armatura bianca. I suoi arti e la sua coda terminano in cinque lame affilate, ognuna incisa con parole scritte in DigiCaratteri: INITIALIZE (braccio sinistro), OVERWRITE (braccio destro), TRANSFER (gamba sinistra), COMPRESSION (gamba destra), FORCED TERMINATION (coda). Possiede inoltre tre spiriti guida, chiamati Atho, René e Por in onore dei tre moschettieri. Il nome viene da Justice Edge Swordsman.

#### Digimon Adventure tri.
Hackmon arriva nel Mondo Reale e segue gli spostamenti di Meicoomon per diversi giorni. Quando Alphamon li raggiunge a Tokyo, Hackmon si smaterializza. In Riunione.
Alcune settimane dopo Hackmon sorveglia ancora Meicoomon e con lei i Digiprescelti: infatti Meicoomon è tornata con Meiko, e i Digiprescelti l'avevano difesa da Alphamon. Nessuno si accorge della presenza di Hackmon se non Leomon, tuttavia Hackmon svanisce in fretta e Leomon non riesce a vederlo. Hackmon è presente dove avviene la battaglia contro Imperiadramon, ma nessuno si accorge di lui. Alla fine della battaglia Meicoomon si trasforma e lascia il Mondo Reale. In Determinazione
Hackmon si aggira nella Dimensione Digitale alla ricerca di Meicoomon, che non ha fatto ancora ritorno a Digiworld. Hackmon comunica a qualcuno (Homeostasis o altri suoi messaggeri) che Meicoomon non è ancora stata trovata. Meicoomon riesce a sfuggire a Hackmon e ritorna nel Mondo Reale, scatenando il Reboot di Digiworld e dei Digimon. Dopo il Reboot i Digiprescelti vanno a Digiworld, e là vedono Jesmon (la forma Mega di Hackmon) che combatte contro Alphamon: dopo il Reboot ci si aspettava che tutti i Digimon fossero ai primi livelli evolutivi, ma per qualche motivo la cosa non si applica a Jesmon e Alphamon. In Confessione.
Hackmon va da Daigo Nishijima e gli riferisce che Gennai è stato corrotto dal potere di Yggdrasil, e che Maki Himekawa si è unita a loro per raggiungere i suoi scopi e ora è a Digiworld. Hackmon avvisa Daigo che se Meicoomon dovesse cadere nelle mani di Yggdrasil sarebbe la fine per Digiworld. In Perdita.
Jesmon interviene per eliminare Meicoomon, digievoluta in Raguelmon. Sia Alphamon sia i Digiprescelti cercano di impedirglielo, portando a una battaglia tra tutti contro tutti che si risolve nella trasformazione di Raguelmon in Ordinemon, portando a compimento un altro tassello del piano di Yggdrasill. In Simbiosi.
Ordinemon è troppo potente sia per i Digiprescelti sia per l'esercito giapponese, quindi Homeostasis pianifica il reboot del Mondo Reale. I Digiprescelti recuperano dalla memoria di Ordinemon i ricordi di tutti i Digimon coinvolti nel reboot, indebolendo notevolmente Ordinemon: questo convince Hackmon a tornare da Homeostasis perché fermi il reboot. Jesmon poi torna ad aiutare i Digiprescelti, tagliando un'ala a Ordinemon per aiutare Gatomon a liberarsi dal suo interno. Il digivice di Meiko permette a Omnimon e agli altri Digimon partner al livello Mega di fondersi in Omnimon (Merciful Mode), che elimina Ordinemon. In Il nostro Futuro.

### Magnamon
Magnamon (マグナモン?), "il Dono dei Miracoli" (奇跡の輝き?, Kiseki no Kagayaki), è un Digimon guerriero di livello armor, unico tra tutti i Cavalieri Reali noti a non essere di livello mega. Il nome "Magnamon" viene dalla parola latina "magna", che significa "grande di dimensioni" o, com'è probabile in questo caso, "eccezionale, perfetto". "Magnamon" significa quindi "mostro eccezionale".
Magnamon è un Digimon non troppo grande di dimensioni di colore blu e dagli occhi di colore rosso, ricoperto su volto, petto, spalle, braccia, vita, ventre e gambe da un'armatura dorata. Sulla parte di armatura che protegge il ventre del Digimon è presente il simbolo della Digipietra dei Miracoli.
Membro dei Cavalieri Reali, Magnamon ha ottenuto questa forma armordigievolvendo grazie al potere del Digiuovo dei Miracoli. Infatti, dispone dell'attributo "Metallo" di quel Digiuovo; inoltre, la sua armatura è composta del supermetallo Digiclonoide. Magnamon possiede una tremenda abilità difensiva, ma ha anche un potenziale offensivo pari a quello di un Digimon di livello mega o addirittura superiore. Anche se uno di coloro che hanno ottenuto il potere del Digiuovo dei Miracoli si trova in una qualche situazione difficile, questo Digimon riuscirà a trarsi d'impaccio proprio grazie al potere di questi Miracoli, ma costui può invocare questo Oggetto Miracoloso solo quando la situazione è appropriata.
È doppiato in giapponese da Junko Noda in X-Evolution e da Tatsuhisa Suzuki. In Savers.

#### Digital Monster X-Evolution
Magnamon rimane fieramente leale a Yggdrasil durante tutto il film e gli viene affidato il compito di catturare Dorugamon, che viene portato da Yggdrasil. Quando Alphamon e Omnimon decidono di andare a fermare Yggdrasil, Magnamon dichiara apertamente di credere ancora nel loro leader; tuttavia, non fa niente per fermare i suoi due compagni, eccetto avvertire Yggdrasil del loro arrivo.

#### Digimon Savers
Magnamon viene presentato nella serie quando la DATS incontra per la prima volta Yggdrasil e i Cavalieri Reali. Yggdrasil ordina ai Cavalieri Reali di distruggere la DATS, ma questi vengono interrotti dall'improvvisa apparizione di Sleipmon, che porta via i membri della DATS salvandoli da morte certa. Successivamente sostiene una breve conversazione con Dynasmon riguardo alla battaglia di Craniummon contro ShineGreymon, in cui si dichiara fiducioso della vittoria finale del loro compagno.
Quando Yggdrasil si reca al Monte Fuji per distruggere il mondo umano, i Cavalieri Reali lo seguono e si uniscono alla DATS nel mettere in dubbio la sovranità del loro signore, finendo per svelare l'imperfezione di Yggdrasil. Gli altri Cavalieri Reali si uniscono quindi a Craniummon nel tenere il mondo digitale separato da quello reale, poiché il loro compagno è piuttosto indebolito a causa dei colpi ricevuti da Yggdrasil, mentre la DATS incalza Yggdrasil. Dopo la sconfitta di Yggdrasil, i Cavalieri Reali tornano a Digiworld.

### Magnamon X
Magnamon X (マグナモンＸ抗体?) è un Digimon guerriero di livello armor. Questo Digimon è un Magnamon che è stato contagiato dall'Anticorpo X, trasformando il suo aspetto fisico e le sue caratteristiche. Anche il suo nome, infatti, deriva da Magnamon e dalla "X", segnale dell'evidente presenza dell'Anticorpo X.
Trasformandosi in questa forma, l'aspetto fisico del Digimon non cambia molto; tuttavia, la sua armatura subisce una mutazione profonda. Diventa infatti più grande e imponente, coprendo una parte maggiore del corpo di Magnamon. Inoltre, i tratti dell'armatura si fanno più duri e marcati, dando al Digimon un aspetto più minaccioso.
La sua armatura, come nella sua versione normale, è composta del supermetallo Digiclonoide, ma ora è completamente integrata con il corpo di Magnamon X tramite l'azione dell'Anticorpo X, al punto che l'armatura possiede una natura simile a quella dei muscoli. Durante la battaglia, la durezza dell'armatura aumenterà con il tempo; se essa entra nello stato di Digiclonoide Dorato in cui l'intero corpo del Digimon brilla di luce dorata, sarà completamente invulnerabile.

#### D-Cyber
Magna dei Miracoli è uno dei pochi Cavalieri Sacri sopravvissuti. Dopo la sconfitta di Dexmon, Magna usa i suoi Miracoli per permettere a Hikaru Ryuuji di tornare nel mondo reale.

### Omnimon
Omnimon (オメガモン?, Omegamon) è un Digimon guerriero di livello mega. Il nome "Omnimon" deriva dalla parola inglese "omni", abbreviazione di "omnipotent", che indica l'onnipotenza. "Omnimon" può quindi tradursi con "mostro onnipotente". Il nome originale del Digimon, invece, "Omegamon" deriva dalla frase greca "Io sono l'Alfa e l'Omega" (ἐγὼ τὸ Α καὶ τὸ Ω Egō to Alpha kai to Omega), un appello rivolto a Gesù nel Libro della Rivelazione. Il nome "Omegamon", quindi, è traducibile come "mostro della fine".
Il suo corpo è completamente coperto da un'armatura bianca, adornata da segni neri, blu e gialli. Il suo braccio sinistro termina con la testa di WarGreymon e quello destro con la testa di MetalGarurumon, conferendogli due attacchi principali (Spada Trascendente e Cannone Supremo). Il mantello che indossa si estende oltre la larghezza del suo corpo.
Membro dei Cavalieri Reali, è la fusione tra i Digimon dei Virus Busters WarGreymon e MetalGarurumon, avvenuta grazie alle potenti volontà di coloro che desiderano la pace. È un Digimon che combina le qualità speciali di due corpi, così che è un guerriero di diverse tipologie che è in grado di dimostrare in ogni situazione le sue abilità. È armato con la "Grey Sword" ("Spada Grey") e il "Brave Shield Omega" ("OmniScudo del Coraggio") sul suo braccio sinistro che ha ereditato le capacità di WarGreymon, mentre con il "Garuru Cannon" ("Cannone Garuru") e dei missili sul suo braccio destro con le capacità di MetalGarurumon. Il mantello sul suo dorso si sviluppa automaticamente quando schiva l'attacco di un nemico o quando è in volo. Sul Brave Shield Omega è presente il simbolo della Digipietra del Coraggio, mentre sul suo petto c'è un simbolo che è la combinazione di quelli delle Digipietre del Coraggio e dell'Amicizia. Il Digicodice sulla Grey Sword significa "All Delete" (オールデリート?, Ōru Derīto, lett. "Cancellazione Totale").
È doppiato in giapponese da Hideyuki Tanaka in X-Evolution e da Hiroki Takahashi in Savers.

#### Digital Monster X-Evolution
Omnimon appare in X-Evolution in quanto leader dei Cavalieri Reali durante l'assenza di Alphamon. È fedele a Yggdrasil e inizialmente porta avanti il Progetto Arca alla lettera.
Quando Dukemon si confronta con lui riguardo a Yggdrasil, Omnimon non è disposto a disobbedire a Yggdrasil e finisce per combattere con Gallantmon, uccidendolo. Scosso dalla morte del suo amico, Omnimon inizia a mettere in dubbio la sovranità di Yggdrasil. È solo quando Alphamon salva la vita di Omnimon donandogli il suo Anticorpo X che Omnimon abbandona il suo sovrano: si trasforma quindi in Omnimon X.

#### Digimon Savers
Omnimon viene presentato nella serie quando la DATS incontra per la prima volta Yggdrasil e i Cavalieri Reali. Yggdrasil ordina ai Cavalieri Reali di distruggere la DATS, ma questi vengono interrotti dall'improvvisa apparizione di Sleipmon, che porta via i membri della DATS salvandoli da morte certa. Successivamente Omnimon attacca una città del mondo umano e riappare brevemente quando Yggdrasil viene espulso dal corpo di Suguru Daimon.
Quando Yggdrasil si reca al Monte Fuji per distruggere il mondo umano, i Cavalieri Reali lo seguono e si uniscono alla DATS nel mettere in dubbio la sovranità del loro signore, finendo per svelare l'imperfezione di Yggdrasil. Gli altri Cavalieri Reali si uniscono quindi a Craniummon nel tenere il mondo digitale separato da quello reale, poiché il loro compagno è piuttosto indebolito a causa dei colpi ricevuti da Yggdrasil, mentre la DATS incalza Yggdrasil. Dopo la sconfitta di Yggdrasil, i Cavalieri Reali tornano a Digiworld.

### Omnimon X
Omnimon X (オメガモンＸ抗体?, Omegamon X) è un Digimon guerriero di livello mega. Questo Digimon è un Omnimon che è stato contagiato dall'Anticorpo X, trasformando il suo aspetto fisico e le sue caratteristiche. Anche il suo nome, infatti, deriva da Omnimon e dalla "X", segnale dell'evidente presenza dell'Anticorpo X.
Il suo aspetto fisico non differisce molto dalla sua versione priva di Anticorpo X. I tratti della sua armatura sono infatti più duri e marcati, alterando solo in parte i lineamenti del Digimon. L'armatura è però decisamente più imponente, così come le teste di WarGreymon e MetalGarurumon presenti sulle braccia del Digimon, che hanno anch'esse i lineamenti più marcati.
Quando Omnimon acquisisce esperienza affrontando combattimenti contro Digimon contaminati dall'Anticorpo X, raccoglie lentamente i dati dell'Anticorpo e attiva in sé la mutazione, trasformandosi in Omnimon X. In questa forma non solo il Digimon guadagna l'attacco definitivo All Delete, ma anche un'abilità nota come Omega InForce (Omega gaIned Force), una delle tre abilità InForce conferite esclusivamente a membri dei Cavalieri Reali (le altre due sono la Alpha InForce di Alphamon e la UlForce di UlforceVeedramon). Questa abilità permette a Omnimon di predire cosa accadrà nei momenti seguenti della battaglia, dandogli la capacità di contrattaccare efficacemente a ogni possibile situazione.

#### Digital Monster X-Evolution
Dopo il sacrificio di Alphamon (Ouryuken) contro Dexmon, Omnimon acquisisce l'Anticorpo X di Alphamon e, trasformandosi nella sua nuova forma, vede le azioni di Yggdrasil per quello che sono in realtà. Omnimon X distrugge quindi Yggdrasil con l'All Delete, riavviando Digiworld. Nell'epilogo del film, lo si vede scambiare qualche parola con il suo caro amico Gallantmon X.

#### D-Cyber
Uno dei pochi Cavalieri Sacri rimanenti, Omega, un Omnimon X, appare quando il DexDorugoramon di Hikaru si scatena, senza alcun controllo. Il Cavaliere Sacro è troppo forte per il Digimon, tuttavia, finché Hikaru non interferisce nel combattimento e fa tornare in sé DexDorugoramon. In ogni caso, dopo che lo Spirito di Drago di Dorumon viene rubato, Omnimon invia Hikaru, Teru e Masuken da un altro Cavaliere Sacro, Duke, mentre lui prova a rintracciare MetalPhantomon. Omnimon X è dunque testimone della nascita di Dexmon e viene immediatamente malmenato da lui, finché Hikaru e gli altri non intervengono e prendono parte loro stessi al combattimento.

### Omnimon Zwart
Omnimon Zwart (オメガモンズワルト?, Omegamon Zwart) è un Digimon guerriero di livello mega. Il suo nome e il suo design derivano da Omnimon e dalla parola olandese "zwart", che significa "nero". Recentemente si è scoperto che se una particolare secrezione nota come "Digitron Nero" viene a contatto con un Omnimon mentre questo è impegnato nel processo di fusione, quest'ultimo nascerà temporaneamente come un Digimon guerriero nero. Omnimon Zwart mostra un ulteriore incremento di potere rispetto a Omnimon, a cominciare dalle armi presenti su entrambe le sue braccia. Il Digicodice impresso sulla sua Grey Sword significa "Terminazione".

### Sleipmon
Sleipmon (スレイプモン?) è un Digimon guerriero di livello mega. Il nome di questo Digimon deriva dal leggendario Sleipnir, il cavallo a otto zampe del dio Odino nella mitologia norrena.
Contrariamente a quasi tutti gli altri Cavalieri Reali, Sleipmon è un Digimon dall'aspetto animale che potrebbe anche essere definito "bizzarro" confrontandolo con quello degli altri Cavalieri. Il suo corpo è interamente fasciato da un'armatura rossa con una trama azzurra sulle zampe. Ha una criniera dal pelo violetto e una coda dal pelo azzurro chiaro simili a quelle di un cavallo, mentre sul suo petto è presente un volto anch'esso simile a quello di un cavallo. Anteriormente il Digimon presenta una veste bianca, anche questa con trama azzurra, mentre intorno alle zampe, ognuna terminante con un grosso zoccolo grigio, è presente un anello dorato. Infine, sul dorso di Sleipmon sono presenti due grosse ali dorate. Con la mano sinistra Sleipmon brandisce la balestra sacra Múspellsheimr, mentre con la destra sostiene lo scudo sacro Niflheimr. Sui cosciali della sua armatura è presente il simbolo del Digiuovo del Destino.
L'armatura rossa di Sleipmon è costituita da Digiclonoide Rosso, che garantisce un grandissimo potere difensivo, così che anche i Digimon di livello mega non riescono facilmente a danneggiare Sleipmon. Le sue sei zampe possiedono una mobilità insuperabile, tanto che per lui è possibile muoversi istantaneamente ad altissime velocità, cosa che la sua robusta costituzione non suggerirebbe. Sleipmon funge da guardiano per le antichissime rovine che riposano sotto gli spessi ghiacci del polo nord di Digiworld, poiché si dice che alcuni dati di programmazione essenziali che riguardano la creazione di Digiworld siano sigillati all'interno di queste rovine.
È doppiato in giapponese da Nanaho Katsuragi.

#### Digimon Savers
Sleipmon appare per la prima volta nell'episodio "Il più forte gruppo di cavalieri! Il raduno dei Cavalieri Reali!". In questo episodio, Masaru Daimon, Agumon, Touma H. Norstein, Gaomon, Yoshino Fujieda, Lalamon, Ikuto Noguchi e Falcomon stanno per essere giustiziati dai Cavalieri Reali al servizio di Yggdrasil, ma vengono salvati dall'improvviso arrivo di Sleipmon, che li afferra e fugge con l'intento di riportarli nel mondo reale. I Cavalieri Reali cercano di fermarlo ma, mentre l'attacco di Magnamon va a vuoto, quello di Gallantmon raggiunge Sleipmon e lo ferisce gravemente. Tuttavia, il Digimon riesce comunque a riportare i membri della DATS nel mondo reale, dove, nell'episodio successivo "Confermalo con un pugno! I sentimenti di papà!", viene rivelata la sua vera identità: Sleipmon è la forma di livello mega di Kudamon, il Digimon partner del Capitano Satsuma. Il Digimon è gravemente ferito, ma è costretto a tornare a combattere dall'arrivo di Gallantmon, fermamente intenzionato a eliminare i membri della DATS. Sleipmon è malridotto e sa di non poter vincere, quindi utilizza il suo attacco Icy Breath per circondare sé stesso e Gallantmon di ghiaccio impenetrabile, affinché Gallantmon non possa più nuocere ai suoi amici. I due Cavalieri Reali precipitano quindi nella Baia di Tokyo. Sleipmon riappare brevemente un'ultima volta nell'episodio "Proteggiamo il futuro! La battaglia finale della DATS!", in cui si rivela che il Digimon ha usato la propria Digisoul per liberare dal ghiaccio sé stesso e Gallantmon, ormai consapevole della situazione e schierato con la DATS.

### UlforceVeedramon
UlforceVeedramon (アルフォースブイドラモン?) è un Digimon guerriero di livello mega. Il nome "UlforceVeedramon" deriva dalle parole inglesi "Ul", abbreviativo di "ultimate" che significa "definitivo", "force", che significa "forza", "Vee", traslitterazione di "V", a sua volta abbreviativo di "victory" che significa "vittoria" e "dra", abbreviativo di "dragon" che significa "drago". "UlforceVeedramon" significa quindi "mostro drago vittorioso dalla forza definitiva".
UlforceVeedramon è rivestito completamente da un'armatura in prevalenza azzurra, ma in parte anche bianca. Sul petto è presente una grossa "V" dorata, mentre gli spallacci dell'armatura hanno un bordo anch'esso dorato. Ha due corna sulla testa e due ali, anch'esse azzurre, sul dorso. A ogni polso è innestato un "V-Bracelet" ("Bracciale Vee"), che ha la facoltà di sviluppare una lama o uno scudo di energia.
È il più veloce di tutti i Cavalieri Reali e non c'è nessuno che riesca a seguire i suoi movimenti. Inoltre, l'armatura che avvolge il suo corpo è composta dal rarissimo e leggerissimo Digiclonoide Blu, molto raro tra i vari tipi di Digiclonoide, così che possa "spaccare il cielo" e "dividere la terra".
È doppiato in giapponese da Satoshi Tsuruoka.

#### Digimon Savers
UlforceVeedramon viene presentato nella serie quando la DATS incontra per la prima volta Yggdrasil e i Cavalieri Reali. Yggdrasil ordina ai Cavalieri Reali di distruggere la DATS, ma questi vengono interrotti dall'improvvisa apparizione di Sleipmon, che porta via i membri della DATS salvandoli da morte certa. Successivamente UlforceVeedramon attacca l'Egitto insieme a un battaglione di Knightmon e riappare brevemente quando Yggdrasil viene espulso dal corpo di Suguru Daimon.
Quando Yggdrasil si reca al Monte Fuji per distruggere il mondo umano, i Cavalieri Reali lo seguono e si uniscono alla DATS nel mettere in dubbio la sovranità del loro signore, finendo per svelare l'imperfezione di Yggdrasil. Gli altri Cavalieri Reali si uniscono quindi a Craniummon nel tenere il mondo digitale separato da quello reale, poiché il loro compagno è piuttosto indebolito a causa dei colpi ricevuti da Yggdrasil, mentre la DATS incalza Yggdrasil. Dopo la sconfitta di Yggdrasil, i Cavalieri Reali tornano a Digiworld.

### UlforceVeedramon X
UlforceVeedramon X (アルフォースブイドラモンＸ抗体?, UlforceV-Dramon X) è un Digimon guerriero di livello mega. Questo Digimon è un UlforceVeedramon che è stato contagiato dall'Anticorpo X, trasformando il suo aspetto fisico e le sue caratteristiche. Anche il suo nome, infatti, deriva da UlforceVeedramon e dalla "X", segnale dell'evidente presenza dell'Anticorpo X.
Il suo aspetto fisico non differisce molto dalla sua versione priva di Anticorpo X. I tratti della sua armatura sono infatti più duri e marcati, rendendo il Digimon più minaccioso, mentre le sue corna sono più pronunciate e la "V" sul petto del Digimon è più lunga e longilinea. In questa versione anche le caratteristiche draconiche di UlforceVeedramon vengono accentuate molto.